# Batalla del Rancho Domínguez
La Batalla de Rancho Domínguez o The Battle of the Old Woman's Gun o La Batalla de Domínguez Hills tuvo lugar el 8 de octubre y el 9 de octubre de 1846, fue un compromiso militar de la Guerra de Intervención Estadounidense que tuvo lugar dentro de 75,000 acres de Rancho San Pedro de Manuel Domínguez. El Capitán José Antonio Carrillo, al frente de cincuenta tropas de Californios, logró detener una invasión de Pueblo de Los Ángeles por unos 300 infantes de marina de los Estados Unidos, bajo el mando del Capitán de la Armada de los Estados Unidos, William Mervine, que intentaba recuperar la ciudad después del Sitio de Los Ángeles. Al correr estratégicamente a caballo por las polvorientas colinas del Cerro Domínguez, mientras transportaban un solo pequeño cañón a varios sitios, Carrillo y sus tropas convencieron a los Estadounidenses de que se habían encontrado con una gran fuerza enemiga. Enfrentados a un gran número de bajas y las habilidades de combate superiores mostradas por los Californios y Mexicanos, los marines restantes se vieron obligados a retirarse a sus barcos atracados en la bahía de San Pedro.

## Batalla
El capitán José Antonio Carrillo, conduciendo tan sólo cincuenta elementos de los Lanceros Californianos, resistió la invasión del pueblo de Los Ángeles por 203 marineros de los Estados Unidos, bajo el mando del Capitán de Marina de los Estados Unidos William Mervine, que intentaba recobrar la ciudad después del Sitio de Los Ángeles. Durante la batalla, catorce marineros estadounidenses fueron muertos, los mexicanos no sufrieron ninguna baja.
Estratégicamente el capitán mexicano ordenó que llevaran los caballos a través de las colinas polvorientas de Domínguez al área conocida hoy como Carson, California donde transportando un pequeño cañón, Carrillo y sus tropas convencieron a los invasores de que se encontraban frente a una fuerza tácticamente superior. Pensando Mervine en las víctimas ya sufridas y a la superior estrategia mexicana, pues luchando contra un ejército menor en tamaño pero de gran habilidad táctica mostrada en el combate previo, había sido vencido, los 189 marineros restantes huyeron rendidos a la Bahía de San Pedro.
- Datos: Q4870893